# Questione d'amore
Questione d'amore, è il primo album del cantante napoletano Alessio, pubblicato nel 2002.

## Tracce
1. Bella – 2:58
2. Cattiva e brava – 3:08
3. Io te voglio bene – 3:24
4. Sempe appiccecate – 4:30
5. Chisà se tornerà – 3:50
6. Mio grande amore – 2:59
7. È finito un amore – 3:59
8. E m'annammore – 3:08